# Diarthrodes fahrenbachi
Diarthrodes fahrenbachi är en kräftdjursart som beskrevs av Philippe Bodin 1968. Diarthrodes fahrenbachi ingår i släktet Diarthrodes och familjen Thalestridae. Inga underarter finns listade i Catalogue of Life.